# 夜中に犬に起こった奇妙な事件 (演劇)
『夜中に犬に起こった奇妙な事件』 (英語: The Curious Incident of the Dog in the Night-Time) は、同名小説の舞台化作品。自閉症スペクトラム障害の少年クリストファー・ボーンによる、近所の犬の死を取り巻くミステリーの調査、両親や学校の指導者との関係などを描いている。初演時、2013年度ローレンス・オリヴィエ賞において新作演劇作品賞を含む7部門を受賞し、オリヴィエ賞最多受賞となった。
2012年8月2日、ロンドンのウエスト・エンドにあるロイヤル・ナショナル・シアターの、客席が囲む形態の舞台で開幕した。2013年、アポロ・シアターに移行したが、屋根の崩壊により閉幕した。2014年7月9日、ギールグッド・シアターで再開した。2014年10月5日、エセル・バリモア・シアターにてブロードウェイ公演が開幕した。2015年度ドラマ・デスク・アワード演劇作品賞、2015年度海外批評家サークル賞新作ブロードウェイ演劇作品賞、2015年度ドラマ・リーグ・アワードブロードウェイ/オフ・ブロードウェイ演劇プロダクション賞、2015年度トニー賞演劇作品賞を受賞した。
劇中劇を取り入れ、原作とは基本的構造が違っている。複数の批評家が少年の視点、学校の指導者の慈悲の心などに感銘し、一般的に評価を得ている。また批評家らは視覚効果についても評価している。

## 登場人物
- クリストファー・ジョン・フランシス・ボーン: 主人公。15歳の少年で、シアーズ夫人の大きな黒い犬ウェリントン殺害事件を調査する。
- エド・ボーン: クリストファーの父でボイラー技士。2年間シングル・ファーザーとしてクリストファーと暮らしていた。
- ジュディ・ボーン: クリストファーの母。クリストファーは母が2年前に心臓発作で亡くなったと思っていた。
- シボーン: クリストファーの学校の助手で助言者。社会や規則に沿った行動などを教える。
- ロジャー・シアーズ: 近所の住民だったが、家を出ている。
- アイリーン・シアーズ: ミスター・シアーズの妻。クリストファーが母の死の真相を知った時、エドを慰めようとする。
- アレキサンダー夫人: 近所の年配の女性。クリストファーに両親とシアーズ夫妻のことを伝える。
- トビー: クリストファーのペットのネズミ。
- ウェリントン: シアーズ夫人の大きな黒いプードル。シアーズ邸の庭で園芸フォークで刺されて死んでいるのをクリストファーが見つける。
- サンディ: クリストファーの新しいペットの子犬。

## あらすじ
この脚本は原作とは基本的構造が違っている。原作では主人公の一人称で語られるが、脚本ではクリストファーが書いた本を先生が読むという劇中劇の形式となっている。
ロンドンのスウィンドン。15歳のアマチュア探偵であるクリストファー・ジョン・フランシス・ボーンは数学の天才である。何らかの自閉症スペクトラム障害であると見られ、自閉症もしくはアスペルガー症候群の特徴を持つように描写されているが、作品中には明白にこれらの名は登場しない。「奇妙な事件」とは園芸フォークで刺されて亡くなった近所の犬を取り巻くミステリーのことを指す。
犬殺害の犯人を捜す間、父エドを含む近所の住民の多くから抵抗にあう。クリストファーは規則は破るためにあると自分に言い聞かせ、自身にシャーロック・ホームズを投影して答えを探し続ける。彼は父が犬を殺したと知り、クリストファーは自分の命が心配になり、死んだと聞かされていた母がロンドンに住んでいると知って母を探しにロンドンへ向かう。旅の途中様々な困難に遭遇するが、なんとか母に再会し歓迎される。しかし数学の重要な試験があるためスウィンドンへ戻りたくなる。八方塞がりに思えたが、最終的に父と再会し、未来がひらける。
カーテンコールの後、クリストファーはずっと解けなかった数学の問題を解き明かす。

## プロダクション
| 劇場                                       | 開幕日         | 閉幕日         | 特記事項             |
| ------------------------------------------ | -------------- | -------------- | -------------------- |
| ロイヤル・ナショナル・シアター(ロンドン)   | 2012年8月2日   | 2012年10月27日 | 初演                 |
| アポロ・シアター(ウエスト・エンド)         | 2013年3月12日  | 2013年12月19日 | ウエスト・エンド初演 |
| Teatro de los Insurgentes(メキシコ)        | 2013年10月24日 | 2015年1月4日   | 海外初演             |
| 世田谷パブリックシアター                   | 2014年4月4日   | 2014年4月20日  | 日本初演             |
| ギールグッド・シアター(ウエスト・エンド)   | 2014年7月9日   | 2017年6月3日   | ウエスト・エンド再開 |
| エセル・バリモア・シアター(ブロードウェイ) | 2014年10月5日  | 2016年9月4日   | ブロードウェイ初演   |
| Kwanglim Art Center BBCH Hall(ソウル)      | 2015年11月27日 | 2016年1月31日  | 韓国初演             |
| Citadel Theatre(エドモントン)              | 2016年9月22日  | 2016年11月12日 | カナダ初演           |

### ウエスト・エンド
2012年8月2日、ロイヤル・ナショナル・シアターにてサイモン・スティーブンス脚本、マリアン・エリオット演出により初演が開幕した。客席が取り囲む舞台で上演された。ルーク・トレッダウェイがクリストファー役、ポール・リッターが父エド役、ニコラ・ウォーカーが母ジュディ役、ニーヴ・キューザックがシボーン役、ユーナ・スタッブスがアレキサンダー夫人役を演じた。9月6日、ナショナル・シアター・ライヴを通して世界中の映画館で生中継され、10月下旬に閉幕した。3月、ウエスト・エンドにあるアポロ・シアターに移行した。3月1日にプレビュー公演が行なわれ、3月12日に正式に開幕した。クリストファーの両親役にショーン・グレッソンとホリー・エアードが参加した。
2013年12月19日の公演中、アポロ・シアターの屋根が壊れて観客約80名が負傷した。これにより以降の公演は全て休演となり、新たな劇場を探すこととなった。アポロ・シアターのバルコニーは大幅な改修が必要となった。2014年2月、ストラトフォード・オールド・タウン・ホールにて、中学校14校の生徒を昼公演に無料招待し、8回上演した。近隣の劇場で再開することとなり、2014年6月24日、ギールグッド・シアターにてプレビュー公演が開幕し、7月9日に正式に開幕した。
2017年6月3日に1,600公演上演後閉幕する予定である。

### ブロードウェイ
2014年、ブロードウエイにあるエセル・バリモア・シアターにて、9月10日からプレビュー公演が行なわれ、10月5日に正式に開幕した。再度ロイヤル・ナショナル・シアターがプロデュースし、エリオットが演出を行なった。アレックス・シャープがクリストファー役でプロ・デビューし、イアン・バーフォードが父エド役、イニッド・グラハムが母ジュディ役、フランチェスカ・フェリダニーがシボーン役に配役された。スコット・グラハムとスティーヴン・ホゲットが振付を担当した。
800回上演後、2016年9月4日に閉幕した。

### ツアー
2014年12月、イギリスおよびアイルランドのツアー公演がサルフォードにあるロウリー・シアターにて開幕し、32都市で上演された。2016年9月27日、全米ツアー公演がニューヨーク州ロチェスターにあるオーディトリアム・シアターで開幕した。
2017年1月、2度目のイギリスおよびアイルランドのツアーがサルフォードで開幕し、9月に閉幕する予定である。

### メキシコ
2013年、ブロードウェイ初演前にメキシコにて『El Curioso Incidente del Perro a Medianoche 』として初の海外プロダクションが開幕した。Luis Gerardo Méndez とAlfonso Dosal がクリストファー役を交代で演じた。2015年、閉幕した。

### ソウル
2015年11月27日、韓国ソウルにあるKwanglim Art Centerで韓国人キャストによる公演が開幕し、2016年1月31日、閉幕した。

### 日本での公演
2014年4月4日から20日まで、世田谷パブリックシアターにて日本人キャストによる公演が上演された。蓬莱竜太が上演脚本、鈴木裕美が演出を担当した。舞台は日本に置き換えられ、役名も異なる。その後4月24日から29日までシアターBRAVA!にて大阪公演が行なわれた。

## キャスティング
オリジナル・キャストを以下に示す:
| 登場人物                                                          | ロイヤル・ナショナル・シアター コテスロー・シアター, 2012年 | ウエスト・エンド         | ウエスト・エンド             | メキシコ Teatro de los Insurgentes, 2013 | 日本 世田谷パブリックシアター, 2014 | ブロードウェイ エセル・バリモア・シアター, 2014 | 第1回全英ツアー 2015                         | 第1回全米ツアー 2016-2017                      | ソウル Kwanglim Art Center, 2015  |
| 登場人物                                                          | ロイヤル・ナショナル・シアター コテスロー・シアター, 2012年 | アポロ・シアター, 2013   | ギールグッド・シアター, 2014 | メキシコ Teatro de los Insurgentes, 2013 | 日本 世田谷パブリックシアター, 2014 | ブロードウェイ エセル・バリモア・シアター, 2014 | 第1回全英ツアー 2015                         | 第1回全米ツアー 2016-2017                      | ソウル Kwanglim Art Center, 2015  |
| ----------------------------------------------------------------- | ----------------------------------------------------------- | ------------------------ | ---------------------------- | ---------------------------------------- | ----------------------------------- | ----------------------------------------------- | -------------------------------------------- | ---------------------------------------------- | --------------------------------- |
| クリストファー                                                    | ルーク・トレッダウェイ                                      | ルーク・トレッダウェイ   | グラハム・バトラー           | Luis Gerardo Méndez Alfonso Dosal        | "幸人" 森田剛                       | アレックス・シャープ テイラー・トレンチ*        | ジョシュア・ジェンキンス クリス・アシュビー* | アダム・ランドン ベンジャミン・ウィールライト* | Yoon Na Mu リョウク Jeon Sung Woo |
| シボーン                                                          | ニーヴ・キューザック                                        | ニーヴ・キューザック     | サラ・ウッドウォード         | Cecilia Suárez クラウディア・ラミレス    | "瑛子" 小島聖                       | フランチェスカ・フェリダニー                    | ゲラルディン・アレキサンダー                 | マリア・エレナ・ラミレス                       | Bae Hae Seon Kim Ji Hyun          |
| エド                                                              | ポール・リッター                                            | ショーン・グリーソン     | ニコラス・テナント           | Alejandro Camacho                        | "誠" 入江雅人                       | イアン・バーフォード                            | スチュアート・レイン                         | ジーン・ジレット                               | Kim Young Ho Shim Hyung Tak       |
| ジュディ                                                          | ニコラ・ウォーカー                                          | ホリー・エアード         | エミリー・ジョイス           | レベッカ・ジョーンズ モニカ・ディオン    | "広美" 高岡早紀                     | イニッド・グラハム                              | ジーナ・アイザック                           | フェリシティ・ジョーンズ・ラッタ               | Kim Rosa Yang So Min              |
| シアーズ夫人 ガスコイン夫人 電車の女性 店員 声1                   | ソフィ・デュヴァル                                          | ソフィ・デュヴァル       | ヴィクトリア・ウィリング     | Luz María Aguilar                        | "佐久間夫人" 西尾まり               | メルセデス・ヘレロ                              | クレア・パーキンス                           | シャーロット・メイアー                         | Han Se Ra                         |
| ロジャー・シアーズ 軍曹 ミスター・ワイズ カウンターの男 酔客1 声2 | ニック・サイディ                                            | ニック・サイディ         | ダニエル・ケイシー           | Moisés Arrizmendi                        | "佐久間氏"                          | リチャード・ホリス                              | ルーカス・ヘア                               | ジョン・ヘムフィル                             | Kim Dong Hyun Hwang Sung Hyun     |
| ミスター・トンプソン 警官1 酔客2 靴下の男 ロンドン警察 声3        | マシュー・バーカー                                          | マシュー・バーカー       | ポール・ストッカー           | Ramón Cadaval Gabriel Casanova           |                                     | ベン・ホーナー                                  | エドワード・グレース                         | ブライアン・ロバート・バーンズ                 | Shin Chang Joo                    |
| ピーターズ師 テリー伯父 鉄道警察 鉄道警備員 声4                   | ハワード・ウォード                                          | ハワード・ウォード       | トニー・ターナー             | Bernardo Benitez                         |                                     | デイヴィッド・マニス                            | ジョン・マカンドリュー                       | ジョフリー・ウェイド                           | Kim Jong Chul                     |
| 37番 通行人 インフォメーション パンク・ガール 声5                 | Rhiannon Harper-Rafferty                                    | Rhiannon Harper-Rafferty | Vivienne Acheampong          | Erika Stettner Paula Watson              |                                     | Jocelyn Bioh                                    | Emmanuella Cole                              | Francesca Choy-Kee                             | Jo Han Na                         |
| アレキサンダー夫人 上流階級の女性 声6                             | ユーナ・スタッブス                                          | ティリー・トレメイン     | ゲイ・ソパー                 | Lourdes Echavarría                       | "白瀬" 木野花                       | ヘレン・ケイリー                                | ロバータ・カー                               | アメリア・ホワイト                             | Kang Jung Im                      |

* - 限られた公演にのみ出演
アポロ・シアター公演での主な代役にはシボーン役にレイキー・エイヴォラ、ジュディ役にアマンダ・ドリュー、ロジャー・シアーズ役にダニエル・ケイシーが配役された。2015年9月13日、オリジナル・ブロードウェイ・キャストの何人かが最終日を迎え、9月15日から新キャストとなった。韓国初演では主な登場人物のほとんどがダブル・キャスト、トリプル・キャストとなった。

## 受賞歴
2013年3月26日、ロンドン公演が評価されローレンス・オリヴィエ賞へのノミネートが発表された。新作演劇作品賞、演出賞(エリオット)、主演男優賞(トレッダウェイ)、助演女優賞、装置デザイン賞、照明デザイン賞、音響デザイン賞、振付賞の最多8部門にノミネートされた。7部門で受賞し、2012年のミュージカル『マチルダ』の記録と同等となった。2013年2月17日、ワトソンステージ賞の新作演劇作品として称賛を得た。

### ウエスト・エンド・プロダクション
| 年   | 賞                       | 部門           | ノミネート者                                   | 結果       |
| ---- | ------------------------ | -------------- | ---------------------------------------------- | ---------- |
| 2013 | ローレンス・オリヴィエ賞 | 新作演劇作品賞 | 新作演劇作品賞                                 | 受賞       |
| 2013 | ローレンス・オリヴィエ賞 | 演出賞         | マリアン・エリオット                           | 受賞       |
| 2013 | ローレンス・オリヴィエ賞 | 主演男優賞     | ルーク・トレッダウェイ                         | 受賞       |
| 2013 | ローレンス・オリヴィエ賞 | 助演女優賞     | ニコラ・ウォーカー                             | 受賞       |
| 2013 | ローレンス・オリヴィエ賞 | 音響デザイン賞 | イアン・ディッキンソン、エイドリアン・サットン | 受賞       |
| 2013 | ローレンス・オリヴィエ賞 | 照明デザイン賞 | ポール・コンスタブル                           | 受賞       |
| 2013 | ローレンス・オリヴィエ賞 | 装置デザイン賞 | バニー・クリスティ、フィン・ロス               | 受賞       |
| 2013 | ローレンス・オリヴィエ賞 | 振付賞         | スコット・グラハム、スティーヴン・ホゲット     | ノミネート |

### ブロードウエイ・プロダクション
| 年   | 賞                       | 部門                                                    | ノミネート者                                            | 結果       |
| ---- | ------------------------ | ------------------------------------------------------- | ------------------------------------------------------- | ---------- |
| 2015 | トニー賞                 | 演劇作品賞                                              | 演劇作品賞                                              | 受賞       |
| 2015 | トニー賞                 | 演劇演出賞                                              | マリアン・エリオット                                    | 受賞       |
| 2015 | トニー賞                 | 演劇主演男優賞                                          | アレックス・シャープ                                    | 受賞       |
| 2015 | トニー賞                 | 演劇照明デザイン賞                                      | ポール・コンスタブル                                    | 受賞       |
| 2015 | トニー賞                 | 演劇装置デザイン賞                                      | バニー・クリスティ、フィン・ロス                        | 受賞       |
| 2015 | トニー賞                 | 振付賞                                                  | スコット・グラハム、スティーヴン・ホゲット              | ノミネート |
| 2015 | ドラマ・デスク・アワード | 演劇作品賞                                              | 演劇作品賞                                              | 受賞       |
| 2015 | ドラマ・デスク・アワード | 演劇主演男優賞                                          | アレックス・シャープ                                    | 受賞       |
| 2015 | ドラマ・デスク・アワード | 演劇演出賞                                              | マリアン・エリオット                                    | 受賞       |
| 2015 | ドラマ・デスク・アワード | 照明デザイン賞                                          | ポール・コンスタブル                                    | 受賞       |
| 2015 | ドラマ・デスク・アワード | プロジェクション・デザイン賞                            | フィン・ロス                                            | 受賞       |
| 2015 | ドラマ・デスク・アワード | 演劇音響デザイン賞                                      | イアン・ディッキンソン                                  | 受賞       |
| 2015 | ドラマ・リーグ・アワード | ブロードウェイ/オフ・ブロードウェイ演劇プロダクション賞 | ブロードウェイ/オフ・ブロードウェイ演劇プロダクション賞 | 受賞       |
| 2015 | ドラマ・リーグ・アワード | パフォーマンス賞                                        | アレキサンダー・シャープ                                | ノミネート |
| 2015 | 海外批評家サークル賞     | ブロードウェイ新作演劇作品賞                            | ブロードウェイ新作演劇作品賞                            | 受賞       |
| 2015 | 海外批評家サークル賞     | 演劇演出賞                                              | マリアン・エリオット                                    | 受賞       |
| 2015 | 海外批評家サークル賞     | 装置デザイン賞                                          | バニー・クリスティ                                      | 受賞       |
| 2015 | 海外批評家サークル賞     | 照明デザイン賞                                          | ポール・コンスタブル                                    | 受賞       |
| 2015 | 海外批評家サークル賞     | 演劇男優賞                                              | アレックス・シャープ                                    | 受賞       |
| 2015 | 海外批評家サークル賞     | 演劇助演女優賞                                          | フランチェスカ・ファリデニー                            | ノミネート |